# Belgische Gouden Schoen 1962
De verkiezing van de Belgische Gouden Schoen 1962 werd in 1963 gehouden. Jef Jurion won voor de tweede keer en werd zo de tweede speler ooit die de voetbaltrofee meer dan één keer in de wacht sleepte. RSC Anderlecht werd de eerste club die de prijs drie jaar op rij in ontvangst mocht nemen.

## De prijsuitreiking
RSC Anderlecht had in 1962 de landstitel veroverd en dus werden de uitblinkers van paars-wit ook topfavoriet voor de Gouden Schoen. Paul Van Himst kon voor de derde keer op rij winnen, aanvoerder Jef Jurion voor de tweede keer en de flamboyante verdediger Laurent Verbiest voor de eerste keer.
Uiteindelijk ging de voorkeur uit naar Jurion, die ook in 1958 al een keer gewonnen had. De middenvelder met bril had de prijs vooral te danken aan zijn sterke Europese prestaties, die hem ook de bijnaam Mister Europe hadden opgeleverd. Zo lag Jurion in september 1962 met een knap doelpunt mee aan de basis van de uitschakeling van titelverdediger Real Madrid in de Europacup I.

## Top 5
| Nr. | Land            | Naam               | Club(s)        | Punten |
| --- | --------------- | ------------------ | -------------- | ------ |
| 1.  | Vlag van België | Jef Jurion         | RSC Anderlecht | 262    |
| 2.  | Vlag van België | Jean Nicolay       | Standard Luik  | 181    |
| 3.  | Vlag van België | Laurent Verbiest   | RSC Anderlecht | 76     |
| 4.  | Vlag van België | Paul Van Himst     | RSC Anderlecht | 36     |
| 5.  | Vlag van België | Robert Deurwaerder | Club Brugge    | 22     |

1954 · 
1955 · 
1956 · 
1957 · 
1958 · 
1959 · 
1960 · 
1961 · 
1962 · 
1963 · 
1964 · 
1965 · 
1966 · 
1967 · 
1968 · 
1969 · 
1970 · 
1971 · 
1972 · 
1973 · 
1974 · 
1975 · 
1976 · 
1977 · 
1978 · 
1979 · 
1980 · 
1981 · 
1982 · 
1983 · 
1984 · 
1985 · 
1986 · 
1987 · 
1988 · 
1989 · 
1990 · 
1991 · 
1992 · 
1993 · 
1994 · 
1995 · 
1996 · 
1997 · 
1998 · 
1999 · 
2000 · 
2001 · 
2002 · 
2003 · 
2004 · 
2005 · 
2006 · 
2007 · 
2008 · 
2009 · 
2010 · 
2011 · 
2012 · 
2013 · 
2014 · 
2015 · 
2016 · 
2017 ·
2018 ·
2019 ·
2020 ·
2022 ·
2023 ·
2024